# Salix michelsonii
Salix michelsonii är en videväxtart som beskrevs av Goerz och Nasarow. Salix michelsonii ingår i släktet viden, och familjen videväxter. Inga underarter finns listade i Catalogue of Life.